# Kermikkärivier
Kermikkärivier (Zweeds – Fins: Kermikkäjoki) is een rivier annex beek, die stroomt in de Zweedse  gemeente Kiruna. De rivier ontstaat op de noordelijke hellingen van de Kermikkäberg. Ze stroomt naar het noorden en levert haar water na vijf kilometer aan de Könkämärivier.
Afwatering: Kermikkärivier → Könkämärivier → Muonio → Torne → Botnische Golf